# Construcción del Estado

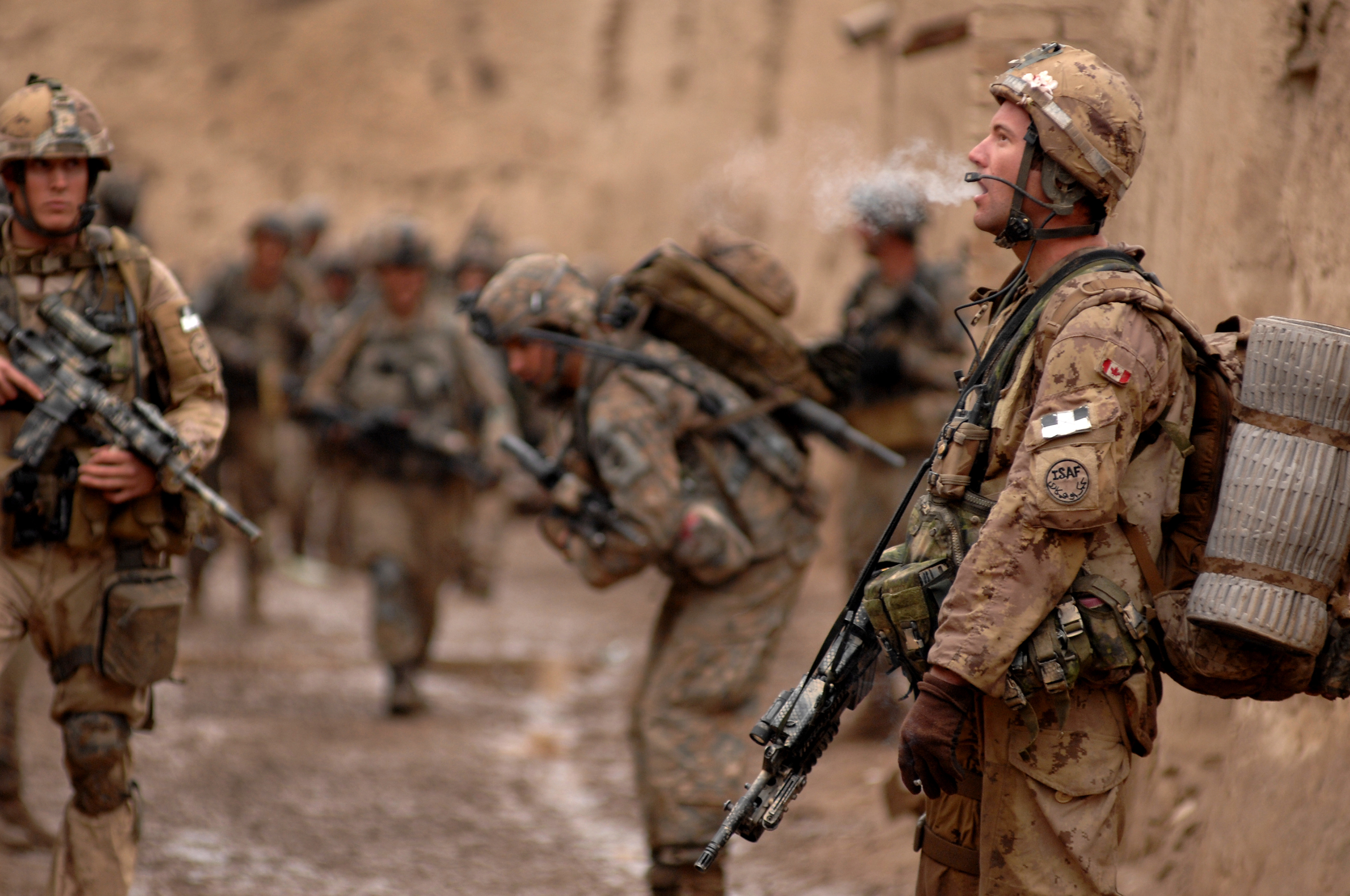
Soldados de la Coalición entrenan al ejército afgano. Afganistán se considera un ejemplo fallido de construcción del Estado.

Se puede definir la construcción del Estado como la creación, reforma y puesta en marcha de las instituciones necesarias para que un país afectado por un grave conflicto bélico vuelva a funcionar adecuadamente tras la terminación de dicho conflicto.
Entre 1990 y 2023, la construcción del Estado se ha vuelto una parte fundamental de los procesos de construcción de la paz (peacebuilding) emprendidos por la comunidad internacional, e incluso un planteamiento específico. Observadores políticos y académicos han llegado a considerar el planteamiento de construcción del Estado como la estrategia preferida de pacificación en numerosos conflictos encarnizados, como el palestinoisraelí, Bosnia, Irak o Afganistán. Según el politólogo Anders Persson, la construcción del Estado internacionalmente dirigida tiene 3 dimensiones: seguridad, política y economía. De estas tres, la seguridad es casi siempre considerada la prioridad.
En este sentido hay que distinguir entre peacemaking (pacificación: esfuerzos diplomáticos que conducen a un alto el fuego), peacekeeping (mantenimiento de la paz: permanencia sobre el terreno de un contingente militar menor para evitar que se reanuden los combates) y peacebuilding (construcción de la paz o, más apropiadamente, consolidación de la paz: llegada a los acuerdos y ejecución de las reformas necesarias para que el conflicto no se reproduzca). Si no es posible llegar a acuerdos que hagan callar las armas, se puede recurrir a la imposición de la paz (peace enforcing).
El argumento general en la literatura académica sobre construcción del Estado es que, sin seguridad, otras tareas de formación del Estado no son posibles. En consecuencia, cuando se emplea la construcción del Estado como una vía hacia la paz en sociedades en conflicto y posconflicto, la prioridad es crear un entorno seguro para hacer posible un mayor desarrollo político y económico. Hasta ahora los resultados de utilizar el planteamiento de construcción del Estado en procesos de pacificación han sido diversos. En muchos sitios, como en los Balcanes, Afganistán e Irak, las altas expectativas iniciales de la comunidad internacional no se han cumplido.

## Estructuras estatales dentro del concepto de construcción del Estado
El término "Estado" (con mayúscula en español; con minúscula tiene otros significados) se usa para designar: a) una entidad política soberana con una población permanente, un territorio geográficamente definido, un gobierno, y la capacidad de entablar relaciones con otras entidades soberanas análogas, definidas por la ley internacional (Convención de Montevideo sobre los Derechos y Deberes de los Estados, 26 de diciembre de 1933, Artículo 1), y b) el conjunto de las instituciones sociales que reclaman un monopolio del uso legítimo de la fuerza dentro de un territorio dado (Max Weber, 1919). En este artículo de la Wikipedia "Construcción del Estado", traducción de State building, se emplea el término siempre con el significado b), y cuando se quiere utilizar el concepto a) se emplea "país".
De acuerdo con este significado b) dentro de un país tanto el mayor ministerio como el más pequeño ayuntamiento forman parte del Estado. Suele emplearse "administración", a menudo con la primera letra mayúscula, como sinónimo de "aparato estatal", pero en estos casos no se suele entender que la Administración incluya a organismos como el ejército o el parlamento, mientras que cuando se habla del Estado si se entienden incluidos. Para tratar sus diferentes dinámicas y problemáticas es habitual hablar de la administración en 3 niveles (algunos países tienen incluso más): central (o nacional), regional (autonómico o subnacional) y local (o municipal). En español es muy importante diferenciar gobierno y Estado. En inglés government suele emplearse para significar Estado. En español, el gobierno es el grupo de personas que está al frente del Estado en ese nivel, como el capitán está al frente de la tripulación de un barco. Análogamente a la administración, puede haber gobiernos nacionales, subnacionales y municipales. Los gobiernos llegan y se van, pero el Estado permanece. Asimismo, cada gobierno que llega trata de reformar o reconfigurar el Estado (creando, fortaleciendo o suprimiendo organismos) para llevar adelante sus políticas.
En el contexto de la construcción del Estado en entornos de inestabilidad, las estructuras estatales pueden ser definidas como un régimen político (o sistema de gobierno), un marco de gobernanza (o constitución), y un conjunto de instituciones estatales (u organismos) como las fuerzas armadas, el parlamento o el sistema de justicia. La expresión "capacidad estatal" se refiere a la fuerza de las instituciones estatales y su eficacia en el cumplimiento de las funciones que tienen encomendadas. El término "nación" suele referirse a la población en sí misma, en cuanto unida por identidad, historia, cultura, o lengua, aunque muchas veces se emplean "país", "Estado" (con el primer significado) y "nación" como sinónimos.

### Régimen autoritario
En estos países organizados desde arriba hasta abajo se difunde interesada y constantemente la idea de que existe una grave amenaza externa. Se crea así un incentivo que centra las políticas en un objetivo (normalmente resistir la amenaza externa), obliga a cooperar a las élites y facilita la adopción de una ideología nacionalista. En un gobierno autoritario el poder político, militar e ideológico está concentrado en la continuidad. La burocracia (el conjunto de los empleados estatales) está comparativamente bien formada y bien pagada, y sus puestos resultan atractivos respecto a empleos análogos en el sector privado. Los países de Asia oriental económicamente exitosos han puesto en práctica programas para crear infraestructuras, subvencionar la agricultura, proporcionar crédito, apoyar el gasto en investigación dirigida, e invertir en salud y educación. Sin embargo la mayoría de sus gobiernos no se ajustan a la segunda escuela de pensamiento de la que habla este artículo de la Wikipedia en su comienzo, es decir, no llegan a acuerdos con la sociedad para evolucionar conjuntamente, y son por tanto gobiernos inestables. Además, incluso cuando los países han intentado seguir estrategias autoritarias que han funcionado, específicamente Brasil, un ejército dividido, oligarcas regionales y fuerte desigualdad deslegitimaron ese régimen.

### Régimen democrático
Un régimen democrático compromete a los ciudadanos más activamente que otro organizado desde arriba hasta abajo. Respeta el derecho ciudadano de oponerse a las políticas promovidas desde el gobierno. Las democracias exitosas desarrollaron sus capacidades políticas fomentando una ciudadanía activa, manteniendo la competitividad electoral que dio valor a los votos de los pobres, e incentivando partidos políticos fuertemente orientados hacia la igualdad y sólidamente enlazados con los movimientos sociales.

## Caracterización
Hay 2 planteamientos teóricos principales sobre las características de la construcción del Estado.
Según el primero, algunos teóricos consideran la construcción del Estado como una actividad emprendida por actores externos (países extranjeros) que intentan construir, o reconstruir, las instituciones de un Estado más débil (posconflicto) o un Estado fallido. Esta escuela "exógena" o de relaciones internacionales ve la construcción del Estado como la actividad de un país en relación con otro, normalmente después de alguna forma de intervención (como una operación de pacificación de la ONU).
El segundo sigue una serie de principios elaborados por la Organización para la Cooperación y el Desarrollo Económicos (OCDE) en 2007 para ayudar a países afectados por conflictos. En ellos se identifica la construcción del Estado como una área de la ayuda al desarrollo. Dado el resultado, el trabajo de definiciones, conocido y práctica de la construcción del Estado ha tendido a basarse fundamentalmente en la ciencia política. Este trabajo ha producido definiciones que consideran la construcción del Estado como un proceso nacional endógeno impulsado por las relaciones entre el Estado y la sociedad. Este planteamiento considera que los países no pueden realizar la construcción del Estado fuera de sus fronteras; solo pueden influir sobre tales procesos en los países vecinos, apoyarlos u obstaculizarlos. Este segundo planteamiento se ha plasmado en un documento para el debate encargado por la  OCDE y en una investigación del Instituto de Desarrollo de Ultramar.
Numerosos artículos encargados por agencias de desarrollo siguen este segundo planteamiento. Tienden a argumentar que la construcción del Estado es principalmente un proceso "político" más que solo una cuestión de aumento de las capacidades técnicas de los diferentes organismos estatales, y consideran que la construcción del Estado implica una triple dinámica: acuerdos políticos (normalmente llevados a cabo por la élite del país), priorización de las funciones centrales del gobierno, y disposición para responder a las expectativas de la población. Una posterior influencia importante sobre los estudios acerca de países afectados por conflictos fue el Informe 2011 sobre el desarrollo mundial, elaborado por el Banco Mundial. Este informe evitó el lenguaje habitual sobre la construcción del Estado a la vez que abordaba temas relacionados.
Entre ambos planteamientos teóricos existe un amplio consenso: no se han aprendido bien las lecciones sobre cómo apoyar la construcción del Estado. Algunos creen que apoyarla requiere fomentar instituciones estatales legítimas y sostenibles, pero muchos aceptan que las estrategias para conseguirlo no han sido todavía plenamente desarrolladas. Poco del apoyo posconflicto a la construcción del Estado prestado hasta ahora ha sido enteramente exitoso. Desde una perspectiva exógena puede argumentarse que este énfasis en la construcción del Estado se ha puesto en países frecuentemente caracterizados por poblaciones civiles muy afectadas; economías, instituciones, infraestructuras y medio ambiente destruidos; amplio acceso a armas cortas; gran número de soldados descontentos a la espera de su desmovilización y reintegración; y pueblos con divisiones étnicas o religiosas. Estos obstáculos se incrementan con la dificultad fundamental de que los valores democráticos y de derechos humanos arraiguen en países con diferentes acervos políticos, culturales y religiosos. Convertir en plurales sociedades originalmente cerradas es teórico en su viabilidad para estabilidad y operatividad políticas y económicas inmediatas; las cuestiones ideológicas pueden hallar oposición dentro de los países; el deseo de secesión de partes del territorio puede complicar la situación; asimismo la tutela externa de la reforma institucional, o de la creación de instituciones, puede dañar una tenue identidad nacional posconflicto (para análisis críticos de esta tutela, véase p. ej. Ford y Oppenheim, 2012).
Ambas escuelas de pensamiento han generado críticas y estudios que buscan probar sus afirmaciones. Un planteamiento más de la segunda escuela, con énfasis en procesos mixtos de construcción del Estado, tendría implicaciones para los programas de ayuda, diplomacia y pacificación. Alguna investigación ha intentado probar las ideas lanzadas y al menos una agencia de desarrollo emitió una nota de guía para sus programas propios.  ONG como Recursos de Conciliación o La Fundación de Asia, formularon importantes críticas, centradas principalmente en la afirmación de Whaites en el sentido de que un "acuerdo político" impulsa la construcción del Estado. También ha habido intentos de verificar las tesis de ambas escuelas de pensamiento investigando áreas individuales de provisión de servicios por parte del Estado, particularmente la sanitaria. Anteriores investigaciones sobre las relaciones entre la sociedad y el Estado también ha sido emprendidas por organizaciones como el Consorcio de Investigación sobre Vidas Seguras y el Centro de Investigación sobre Estados en Crisis.
Mientras que algunos artículos de la segunda escuela argumentan que la construcción del Estado tiene lugar en todos los países y que se puede aprender mucho de aquellos donde tiene éxito, se tiende a limitar la discusión a los contextos más problemáticos. Como resultado, mucho de lo escrito sobre construcción del Estado se ocupa de asuntos posconflicto. Véase p. ej. (Dahrendorf, 2003), (la comisión para la reconstrucción posconflicto, 2003), (Collier, 2003) (Fukuyama, 2004), (Paris, 2004), (Samuels, 2005). Quienes critican a ambas escuelas de pensamiento aducen estrategia inadecuada, falta de coordinación, escasez de personal o que la financiación es insuficiente o se programa mal. Por otra parte cada vez se reconoce más que muchas de las tareas que se pretende llevar a buen término son extremadamente complejas y existe poca claridad sobre la mejor forma de ejecutarlas. Por ejemplo es extremadamente difícil proporcionar seguridad en un entorno de conflicto, o desarmar, desmovilizar y reintegrar ejércitos exitosamente. Sigue siendo prácticamente imposible abordar el elevado desempleo en países donde la economía está destruida y el analfabetismo es alto, o restablecer el imperio de la ley en una sociedad que ha dejado de respetarla. Además las consecuencias indeseadas de la ayuda internacional son cada vez más evidentes, y van desde la distorsión de la economía a que la élite política rinda cuentas a los donantes internacionales en vez de a la ciudadanía nacional.
El Instituto de Investigación para el Desarrollo Social de las Naciones Unidas (UNRISD por sus siglas en inglés) consideró que las capacidades estatales básicas son:
i. Ayudar en la adquisición de nuevas tecnologías 
ii. Movilizar y canalizar recursos hacia los sectores productivos
iii. Hacer cumplir los estándares y normativas
iv. Establecer pactos sociales
v. Financiar, proporcionar y regular los servicios y programas sociales
Los Estados deben ser capaces de crear:
1. La capacidad política para que se puedan constituir coaliciones o llegar a acuerdos
2. La capacidad de movilizar recursos para la inversión y el desarrollo social
3. La capacidad de asignar recursos a los sectores productivos (agricultura, fábricas...) y sociales (sanidad, educación...)

Cuando un Estado está desarrollando sus instituciones puede encontrar numerosos obstáculos, como la captura de políticas por parte de los poderosos, la oposición de grupos de interés o las divisiones étnicas y religiosas.
Los países en desarrollo han intentado poner en práctica formas de gobierno distintas a las democracias avanzadas (dictaduras unipersonales, regímenes de partido único, teocracias...). Estas iniciativas no han tenido mucho éxito. Los académicos han vuelto la vista atrás en el desarrollo de Europa para determinar los factores clave que ayudaron crear burocracias (necesariamente constituyentes de todas las instituciones del Estado) sostenibles a lo largo de los siglos.

## Aplicación de las teorías de construcción del Estado

### La teoría depredadora

#### Haciendo la guerra
Al estudiar el desarrollo de los Estados europeos, Charles Tilly identificó que los países europeos se embarcaban en 4 actividades:
1. Guerra: eliminación (por conquista) o neutralización de los países rivales.
2. Formación del Estado: el jefe del ejército más poderoso vencía o sometía a los jefes de ejércitos rivales dentro del mismo territorio, que se convertían en sus vasallos o clientes.
3. Protección: este jefe eliminaba o neutralizaba a los enemigos de sus clientes
4. Extracción: adquisición de los medios de llevar a cabo las primeras tres actividades, normalmente fijando impuestos, en dinero o en especie.

Para Tilly, estas actividades son interdependientes y se basan en el monopolio de la violencia que ostenta el Estado. Antes de la consolidación de los Estados europeos, los reyes confiaron en las tropas de sus señores para salir victoriosos de las guerras, fijando las fronteras finales de sus territorios después de años de campañas. Sin embargo estos señores y sus ejércitos privados podían convertirse en amenazas al poder del rey durante la paz. Originalmente se crearon estructuras para facilitar que el rey recaudara impuestos de sus vasallos a cambio de protegerlos de sus enemigos. Con estos impuestos se pagaban los gastos de las guerras. Sin embargo esta recaudación fortaleció económicamente a los Estados, permitiéndoles expandir su poder a través de este monopolio de la violencia.
De estas 4 actividades, la guerra era el estímulo principal para aumentar el nivel de impuestos, incrementando así la capacidad estatal de extraer recursos, conocida también como capacidad fiscal. El aumento de capacidad fiscal de los Estados amenazados externamente llevó a Jeffrey Herbst a proponer que los Estados fallidos se enzarzaran en guerras para recrear el proceso que llevó a una evolución histórica positiva de los países europeos. El historiador económico Frederic Lane abundó en el proceso de recaudación de impuestos a cambio de protección. Lane argumentó que «los gobiernos están en el negocio de vender protección... tanto si el pueblo la quiere como si no». Además, Lane adujo que un monopolio estaba mejor equipado para ejercer y controlar la violencia, porque en este negocio la competencia eleva los costes y un solo proveedor obtiene mayores economías de escala. A pesar de que este razonamiento era compatible con la teoría depredadora del Estado en la Europa moderna temprana, el punto de vista de Herbst fue criticado por académicos, como Richard Joseph, para quienes esa teoría depredadora se parecía excesivamente al darwinismo. Muchos otros han despreciado la visión limitada de esta teoría y, sin embargo, la han extendido para incluir graves amenazas externas de cualquier clase. Estas amenazas externas refuerzan las capacidades para extraer recursos del país.
Para guiar esta capacidad aumentada, Cameron Thies describe al Estado como una máquina que requiere un "conductor" capaz de utilizar la capacidad aumentada para expandir la influencia y poder del Estado. Este conductor puede ser personal estatal, una clase dominante o un individuo carismático. Sin estos conductores, la maquinaria política y militar del Estado carece de dirección y el aumento de los recursos extraídos de la guerra no puede ser utilizado para el desarrollo del país. Por otro lado, las guerras internas (civiles) del Estado contra algún rival interno disminuyen la capacidad recaudatoria. Estos rivales, para someterse al Estado, normalmente negocian una bajada de su carga impositiva, privilegios económicos o políticos.

#### Regímenes de acceso limitado
En su artículo, Douglass North, John Wallis y Barry Weingast ofrecen un marco alternativo -los regímenes (orders) de acceso limitado- para comprender el papel depredador del Estado. En los regímenes de acceso limitado, la entrada  en los sistemas económico y político está restringida para producir rentas que benefician a las élites gobernantes. En los regímenes de acceso abierto, la entrada está abierta a todos. La lógica del Estado de acceso abierto está basada en la impersonalidad. En ambos regímenes los sistemas económico y político son interdependientes, y son estables solo cuando tienen marcos de acceso similares, ya sean limitados o abiertos. La transición de un régimen de acceso limitado a otro de acceso abierto implica cambios difíciles, radicales, basados en 3 «condiciones de entrada»: 1) imperio de ley para las élites, 2) vida perpetua para las organizaciones, y 3) control político del ejército. Una vez satisfechas todas estas condiciones iniciales, pueden hacerse cambios incrementales para profundizar el régimen de acceso abierto.

### Orden social y cambios sociales
En su estudio sobre países de Asia, África y Latinoamérica, Joel Migdal presentó las condiciones necesarias y suficientes para establecer un Estado fuerte. Consideró la «dislocación social masiva» que debilita el viejo control social y las antiguas instituciones como la condición necesaria. Tales casos incluyen la Peste negra y la Guerra de los Cien Años en Europa, la expansión de economía mundial a Asia, África y Latinoamérica en el siglo XIX, la combinación de guerra y revolución en China, Corea y Vietnam, y la migración en masa a Taiwán e Israel en el siglo XX. Enumeró además las siguientes condiciones suficientes:
- Tiempos históricos en los que las fuerzas políticas exógenas favorecen un control social concentrado;
- Existencia de una amenaza militar exterior o de otros grupos en el país;
- Un grupo de personas hábiles e independientes que construyan una burocracia independiente;
- Un líder supremo hábil que aproveche las condiciones anteriores.

## Diferencia entre la construcción del Estado, la construcción de la nación, la intervención militar y el cambio de régimen
Algunos comentaristas han utilizado el término "construcción de la nación" (o construcción nacional) como sinónimo de "construcción del Estado" (p. ej. el informe Rand sobre la función de EE. UU. en la construcción de la nación). Sin embargo, las dos escuelas de pensamiento descritas se centran en el Estado más que en la nación. El término "nación" habitualmente se refiere a la población misma, en cuanto unida por identidad, historia, cultura y lengua. Los asuntos debatidos en este campo se refieren, en cambio, a las estructuras administrativas (y su relación con la sociedad a la que sirven). Como resultado "construcción del Estado" es el término más generalmente aceptado. En la ciencia política "construcción de la nación" normalmente tiene un significado bastante distinto, definido como el proceso de animar un sentido de identidad nacional dentro de un grupo dado de personas, una definición que se relaciona más con la socialización que con las capacidades estatales (véanse los informes ODI (siglas en inglés del Instituto de Desarrollo de Ultramar), OCDE y DFID (Ministerio de Desarrollo Internacional del Reino Unido) citados más arriba).
De modo parecido, "construcción del Estado" (y también "construcción de la nación") se ha utilizado a veces sin diferenciarlo de "cambio de régimen" o "intervención militar". Esto deriva en parte de las acciones militares en Alemania y Japón tras la Segunda Guerra Mundial y los Estados resultantes, y se volvió especialmente prevalente tras las intervenciones militares en Afganistán (octubre de 2001) e Irak (marzo de 2003). Aun así, el empleo indiferenciado de estos conceptos ha sido altamente polémico, y ha sido utilizado por fuerzas ideológica y políticamente contrarias para intentar justificar las acciones en Irak y Afganistán, o rehusarlas como ocupaciones militares ilegales. De aquí que un cambio de régimen por intervención exterior debería distinguirse de "construcción del Estado".
Ha habido algunos ejemplos de intervenciones militares por actores internacionales o multilaterales centradas en el aumento de las capacidades estatales del país intervenido. Entre los más recientes pueden citarse Bosnia y Herzegovina, Timor Oriental y Sierra Leona. Tales intervenciones son alternativamente descritas como "neotutela" (neotrusteeship) o "neoimperialismo". Bajo este marco, los Estados fuertes asumen temporalmente parte o toda la gobernanza de territorios con  estructuras estatales débiles, a menudo con el respaldo de la autoridad legal internacional. A diferencia del imperialismo clásico de los siglos XIX y primera mitad del XX, este tipo de intervención pretende (re)construir las estructuras estatales locales y devolverles la gobernanza lo antes posible. Tales esfuerzos varían en el alcance de sus objetivos, sin embargo, creyendo algunos que se puede conseguir un cambio sustancial (de un Estado que no funciona a otro que sí) a través de la aplicación suficiente e inteligente de personal, dinero y tiempo, mientras otros creen que todos estos planes fracasarán por la inherente imprevisibilidad de las intervenciones, y que las intervenciones largas y sostenidas a menudo refuerzan a los insurgentes e impiden a los dirigentes locales asumir sus responsabilidades.
La neotutela, la soberanía compartida y otros nuevos modelos de intervención se basan en las suposiciones de que la intervención es la estrategia más eficaz para la construcción del Estado y de que los países no pueden recobrarse sin interferencia externa de un grave fracaso de su gobierno que haya llevado a enfrentamientos generalizados. Aun así, Jeremy M. Weinstein afirma que la recuperación autónoma existe como un proceso que ofrece «paz duradera, una reducción sistemática de la violencia, y un desarrollo político y económico postbélico sin intervención internacional.» El argumento sugiere que la interferencia externa detrae de la construcción del Estado los subproductos de la guerra o las victorias militares, dado que la intervención militar exterior convierte en menos probable la victoria de los rebeldes y que la construcción de la paz desalienta la violencia. El apoyo exterior socava la creación de una relación autosostenida entre gobernantes o dirigentes políticos y la ciudadanía. La ayuda extranjera promueve gobiernos que mantienen a los mismos dirigentes en el poder y desalienta desarrollar un plan de extracción de ingresos que ligaría a los líderes con sus poblaciones. La guerra o las victorias militares crean condiciones para acuerdos institucionales autosostenibles y representativos a través de la legitimidad nacional y la capacidad de recaudación de impuestos que son subproductos de la guerra.

## Diferencia entre la construcción del Estado y la construcción de la paz
La construcción del Estado no garantiza automáticamente la construcción de la paz (peacebuilding), término que denota las acciones que identifican y apoyan las estructuras que fortalecen y solidifican la paz para impedir una recaída en el conflicto. Mientras que tradicionalmente han sido considerados 2 conceptos separados con una relación compleja que provoca dilemas y obliga a transar (trade-off), como argumentan Grävingholt, Gänzle y Ziaja, realmente representan 2 perspectivas divergentes de la misma situación: una  paz inestable y una pérdida por parte de la sociedad de la capacidad de organizar su funcionamiento. Mientras que la OCDE resalta que la construcción del Estado no es igual que la construcción de la paz, reconoce el nexo entre ellas y que una refuerza a la otra: «la construcción de la paz se asocia principalmente a escenarios posconflicto, y la construcción del Estado probablemente puede ser un elemento central de ella para institucionalizar la paz». El modelo de Roland Paris, que incluye la construcción del Estado y la construcción de la paz, es uno de los más conocidos. Defiende un planteamiento de internacionalización antes de la liberalización (IBL por sus siglas en inglés), argumentando que la construcción de la paz debe orientarse hacia la construcción de Estados liberales y eficaces, de esta manera «evitando las patologías de la liberalización, a la vez que sitúa a los países destrozados por la guerra en un camino a largo plazo hacia la democracia y la  economía de mercado».
A pesar de las ventajas de incorporar la construcción de la paz y la construcción del Estado en el mismo modelo, deben reconocerse limitaciones para su aplicación. En la práctica, las políticas de seguridad y asuntos exteriores las tratan todavía en gran parte como asuntos separados. Además, los académicos a menudo contemplan las 2 construcciones desde ángulos diferentes. Heathershaw y Lambach avisan que, en la práctica, las intervenciones que intentan los ambiciosos objetivos que fija Paris (entre otros), pueden ser coactivas y estar impulsadas por la máxima «el fin justifica los medios». Esta preocupación es aguda en las misiones de mantenimiento de la paz (peacekeeping) de las Naciones Unidas, porque ha habido casos donde los constructores de la paz aspiran no sólo a ir un paso más allá y erradicar las causas de la violencia —sobre las cuales a menudo las partes no están de acuerdo— sino también a «imbuir en  las sociedades posconflicto valores como la democracia (para reducir la tendencia hacia un poder arbitrario y dar voz a todos los segmentos de sociedad), el imperio de la ley (para reducir las vulneraciones de los derechos humanos), una economía de mercado libre de corrupción (para que los individuos dejen de creer que el camino más seguro a su fortuna es capturar el Estado), herramientas de gestión de conflictos y una cultura de tolerancia y respeto». Tan ambiciosos objetivos son cuestionables cuando las Naciones Unidas han luchado en conflictos encarnizados como Darfur y la República Democrática del Congo. Donde ha conseguido cierta estabilidad, como en Haití y Liberia, soporta presión para «pasar de operaciones de mantenimiento de la paz intensas y costosas a misiones de construcción de la paz más livianas». Introducir la construcción del Estado en los mandatos es polémico, no sólo porque supone sobrecostes y compromisos, sino también porque «la expansión del mantenimiento de la paz a otras áreas extiende de facto la autoridad del Consejo de Seguridad, con las  implicaciones políticas, financieras, institucionales y burocráticas que aún deben ser plenamente abordadas».
Debido a la naturaleza inherentemente política de la construcción del Estado, las intervenciones con este propósito pueden obstaculizar la paz, aumentar las tensiones grupales y extender el conflicto. La fuerza del consenso que ha emergido «un Estado mínimamente funcional es esencial para mantener la paz» no tiene en cuenta las complicaciones a las que unas escasas inclusión y legitimidad de ese Estado mínimo pueden llevar en el futuro, socavando el proceso entero. Por ejemplo, aunque los Acuerdos de Paz de Guatemala se consideraron exitosos, «la sustancia formal de estos acuerdos no ha alterado significativamente las estructuras de poder que han persistido durante décadas (si no siglos). La idea (informal) subyacente entre las élites –de que sus privilegios y su monopolio del poder no se tocan– parece permanecer.» Por tanto, aunque estos acuerdos pueden considerarse exitosos porque impidieron el estallido de la guerra, este "éxito" quedó deslucido por un informe posterior de la Comisión de Aclaración Histórica en febrero de 1999. En él «instituciones particulares fueron señaladas como responsables de violaciones generalizadas de los derechos humanos. A las instituciones estatales se les atribuyó la responsabilidad del 93 % de estas violaciones, y a las guerrillas, el 3 %». Con palabras inesperadamente duras, el informe describió la política gubernamental guatemalteca durante lo peor de la guerra como «política de genocidio». El refuerzo de estas instituciones estatales como parte del proceso de construcción de la paz lo desluce por asociación.
Los esfuerzos para, en aras de la paz, "apaciguar" o "comprar" a ciertos grupos de interés, pueden socavar la construcción del Estado, cuando, para favorecer acuerdos políticos, se llevan a cabo repartos del poder que obstaculizan la eficacia de instituciones estatales. Tales acuerdos políticos pueden también asignar poder y autoridad a ciertos elementos del ejército, permitiéndoles así minar los recursos del Estado en detrimento de la población en general. Sin embargo, cuando el Estados es demasiado débil para controlar todo el territorio, las alianzas con las élites pueden fortalecerlo. Ahora bien, estas alianzas solo tienen éxito si el acuerdo es mutuamente beneficioso para ambas partes, p. ej. si el poder de las élites está amenazado y el pacto con el gobierno reduce la amenaza. A cambio, el gobierno central adquiriría información y control sobre la periferias. Afganistán es un ejemplo de estas alianzas: nombrar gobernadores a algunos destacados señores de la guerra resultó en una gobernanza temporal de hombre fuerte en 2 provincias clave. Pero en 2017 la opinión generalizada es que esa estrategia se ha agotado y los esfuerzos por pacificar el país están fracasando.
A veces los esfuerzos para construir la paz, en su ánimo de traer más deprisa la paz y el desarrollo, puentean al Estado. Por ejemplo muchas ONG en la República Democrática del Congo construían escuelas sin implicar al Estado. De manera opuesta, el Estado (si es corrupto, ineficiente o viola sistemáticamente los derechos humanos) también puede ser parte del problema, y una excesiva confianza de los actores internacionales en este tipo de Estado puede empeorar la seguridad dentro del país.
La corrupción estatal puede hacer que los esfuerzos de construcción del Estado sirvan solo a una minoría étnica, religiosa o familiar, exacerbando así las tensiones que podrían desencadenar la violencia. La construcción del Estado también puede ayudar a Estados depredadores a fortalecer sus instituciones, reforzando una autoridad abusiva y alimentando las quejas y la resistencia popular.
En la práctica, aun así, existe confusión sobre las diferencias entre la construcción del Estado y la construcción de la paz. El Grupo de alto nivel de la ONU sobre amenazas, retos y cambio afirmó que «junto con el establecimiento de la seguridad, la tarea esencial de la construcción de la paz es construir instituciones públicas eficaces que, a través de negociaciones con la sociedad civil, puedan establecer un marco de consenso para una gobernanza con imperio de la ley". Además, un estudio de la ONU de 2004 halló que numerosos funcionarios de la ONU opinaban que el establecimiento de unas instituciones estatales eficaces y legítimas era un indicador clave de una operación de paz exitosa.

## Ayuda orientada al mercado
La ayuda es una parte importante en el diálogo del desarrollo. Entre 1980 y 2000, debido a una serie de crisis económicas y programas de intervención fallidos en África, Latinoamérica y Europa del Este, la comunidad internacional cambió hacia un modelo de ayuda al desarrollo orientada al mercado. Los países donantes creyeron que una reducción en la medida y el alcance del Estado podía proporcionar un resultado más eficaz. Sin embargo, el éxito de Asia Oriental, Europa del Este, Brasil e India ha sugerido que incluso las economías de mercado requieren un estado capaz para crecer de manera sostenible. Además, durante la década que comenzó en 1991, los donantes internacionales se preocuparon por los Estados que funcionaban realmente mal, como Sierra Leona o Afganistán.

## Capacidad estatal
Los historiadores económicos Noel Johnson y Marca Koyama definen capacidad estatal como «la habilidad de un aparato administrativo para recaudar impuestos, mantener el orden, asegurar el cumplimiento de la ley y proporcionar otros bienes públicos.» Hay, sin embargo, otras definiciones de capacidad estatal entre los académicos. Berwick y Fotini consolidan la literatura sobre capacidad estatal en 3 ámbitos diferentes: extractiva, gubernativa, y regulatoria:
- Extractiva: es la capacidad de obtener dinero para pagar los gastos del Estado. Los impuestos son la forma más común de extracción, aunque hay otras, como la venta de los recursos naturales del país. Tilly argumenta que la construcción del Estado no fue intencionada, pero una vez empezado, se necesitaba la capacidad de extracción. Herbst argumenta además que la guerra es un catalizador para empezar o aumentar la capacidad extractiva.[48]
- Gubernativa: es la habilidad de los empleados estatales para poner en práctica las órdenes emanadas del nivel más alto de gobierno.
- Regulatoria-productiva: es la capacidad para establecer políticas generales, elaborar normas y leyes, y hacerlas cumplir.

La capacidad estatal es ampliamente citada como un elemento esencial para explicar por qué algunos países son ricos y otros no: «Ha quedado establecido que los países más ricos del mundo se caracterizan por instituciones políticas duraderas y centralizadas»; «que la pobreza es particularmente extensa e intratable en países sin historia de gobierno centralizado... e internamente fragmentados»; «y los países de débil capacidad estatal son particularmente vulnerables a guerras civiles y conflictos internos». En su conocido libro Por qué fracasan los países, los profesores de economía Daron Acemoglu y James A. Robinson atribuyen la prosperidad de algunos países y la pobreza de otros a la buena o mala calidad de sus instituciones, respectivamente.
Pritchett, Woolcock y Andrews (2013) ofrecen una explicación de por qué el aparato estatal no funciona. Alegan que muchos países se encuentran en una trampa de capacidad –convergiendo a un ritmo muy bajo a unos niveles funcionales de capacidad estatal. Estiman que, de media, a los 15 países más atrasados les llevaría 672 años  lograr el nivel de capacidad estatal de los actualmente mejores si sus capacidades siguen creciendo al mismo ritmo con el que han aumentado desde su independencia política. Utilizan 3 índices para estimar la capacidad estatal: i) eficacia del gobierno de acuerdo con los indicadores de gobernanza del Banco Mundial; ii) eficacia en los recursos, de acuerdo con el índice de transformación de Bertelsmann; y iii) deterioro progresivo en los servicios públicos, según el Índice de Estados fallidos.
Otros índices sugieren que los países más atrasados siguen sin avanzar: la calidad burocrática y índice de corrupción de la Guía Internacional de Riesgo País (ICRG por sus siglas en inglés) muestra una evolución negativa de los 30 peores países. Estos autores argumentan que la trampa de capacidad muestra que la ayuda exterior para aumentar la capacidad estatal no ha tenido éxito en acelerar el proceso de desarrollo. Identifican que este fracaso puede deberse a 2 motivos: i) imitación sistémica isomorfa (se implantan en un país A instituciones copiadas de otro país B, donde funcionan correctamente, pero que en A fracasan, porque la sociedad es distinta); y ii) exceso prematuro de carga, en que la presión ejercida por agentes externos socava la evolución orgánica de las instituciones locales.

## Planteamientos utilizados para la construcción del Estado
Aunque existen muchas técnicas específicas para crear una estrategia exitosa de construcción del Estado, el informe 2010 de la UNRISD identifica 3 planteamientos concretos. Todos pueden encuadrarse en la segunda escuela (la endógena) de pensamiento de las 2 tratadas en este artículo, y son: buena gobernanza, nueva gestión pública y descentralización.

### Buena gobernanza
La buena gobernanza es un término muy utilizado para las vías exitosas por las que un gobierno puede crear instituciones públicas que protejan los derechos de las personas. Ha habido un cambio en los ideales de buena gobernanza, como afirma Kahn: «El paradigma dominante de la "buena gobernanza" identifica una serie de capacidades necesarias para un Estado respetuoso con el mercado. Estas incluyen, en particular, las capacidades para proteger derechos de propiedad estables, lograr que se cumplan las leyes, poner en práctica eficazmente políticas anticorrupción y conseguir que el gobierno rinda cuentas a la ciudadanía.»
Este paradigma es un proceso favorecedor del mercado que surgió en el período 1990-2000. Si un país se centra en mejorar estos 3 aspectos puede mejorar la eficacia de su mercado. Existe un ciclo teórico que explica cómo la carencia de derechos de propiedad y la intensa corrupción, entre otros problemas, llevan al fallo del mercado:
- El ciclo empieza con estancamiento económico, que pueden mostrar e incrementar las ineficacias de un gobierno débil y la falta de cumplimiento de la ley.
- Como el gobierno no rinde cuentas o es débil, pequeños grupos de interés pueden utilizar el gobierno en su favor, lo que resulta en búsqueda de rentas y corrupción.
- La corrupción y la búsqueda de rentas por parte de los grupos de interés llevarán a débiles derechos de propiedad, que harán dudar a ciudadanos y pymes de la seguridad de su propiedad bajo la ley nacional. La corrupción resultará también en intervenciones que reducirán el bienestar.
- Estos derechos de propiedad débiles y las intervenciones que reduzcan el bienestar llevarán a mercados con altos costes de transacción.
- Estos mercados con altos costes de transacción llevarán al estancamiento económico.

Aunque se entiende que mejorar el cumplimiento de la ley y reducir la corrupción son métodos importantes para aumentar la estabilidad y legitimidad de un gobierno, no es seguro que este planteamiento sea una buena base para la construcción del Estado. Los investigadores han tratado de comprobarlo midiendo los derechos de propiedad, la calidad regulatoria, la corrupción y la rendición de cuentas. Encontraron poca correlación entre la mejora de los derechos de propiedad y el crecimiento del PIB per cápita. De modo parecido, los investigadores del desarrollo no se ponen de acuerdo sobre si, cuando fallan las instituciones, es más beneficioso promover un conjunto amplio de reformas, o solo el conjunto mínimo de reformas necesarias. Quienes defienden el conjunto mínimo han lanzado el concepto de "gobernanza suficientemente buena".

### Nueva gestión pública
En respuesta a los intentos fallidos de fortalecer sus administraciones públicas, los países en desarrollo empezaron a adoptar reformas de gestión orientadas al mercado bajo la presión del FMI y el Banco Mundial, si bien esta "nueva gestión pública" surgió en 2 países desarrollados, Nueva Zelanda y el Reino Unido, durante el período 1980-1990. La nueva gestión pública utiliza reformas análogas al mercado dentro del sector público con el fin de dar al gobierno el poder necesario para poner en práctica un plan de desarrollo de la economía, a la vez que emplea técnicas competitivas basadas en el mercado para mejorar la actuación del sector público. En algunos casos los cambios supusieron, en primer lugar, transformar puestos de funcionarios vitalicios en contratos de plazo limitado para personal sénior, sueldo determinado localmente, y retribución ligada al rendimiento. En segundo lugar, la provisión de servicios públicos cambió hacia contratos, concesiones administrativas, vales (como el cheque escolar) y copagos en un esfuerzo para promover la eficacia en la provisión de servicios a la ciudadanía.
En un Estado con esta configuración, las grandes burocracias ministeriales ya no mantienen su estructura jerárquica, sino que toman la forma de brazos ministeriales operativos que desempeñan el papel de agentes individuales. La estrategia ha sido más prominente en países de políticas liberales muy orientadas al mercado, como Nueva Zelanda, Reino Unido y Estados Unidos. La Europa continental se ha resistido más a aplicar estas políticas. En países en desarrollo, su aplicación ha sido incluso más difícil, porque los mercados de suministro de servicios son imperfectos y aumenta el peligro de que las empresas privadas capturen al regulador público. Para que un Estado con esta configuración funcione adecuadamente debe contar, por un lado, con organismos independientes capaces de medir fiablemente indicadores de rendimiento (institutos nacionales de estadística), y por otro lado, con eficaces organismos reguladores de los diversos mercados (eléctrico, bancario, telecomunicaciones, etc.).

### Descentralización
Cuando se habla de construcción del Estado, la descentralización generalmente se considera beneficiosa porque «intenta reducir los comportamientos de búsqueda de rentas e ineficiente asignación de los recursos asociados con un poder centralizado cediendo poder a los niveles regional y local del Estado, donde los pobres probablemente puedan ejercer una mayor influencia y una variedad de actores puede participar en la provisión de servicios».
Las limitaciones a la descentralización son: la reducción de la meritocracia puede empeorar los servicios a los ciudadanos; el control limitado del dinero público a nivel local puede impedir que se gaste eficazmente; y las desigualdades sustanciales en la capacidad fiscal entre regiones diferentes pueden propiciar una redistribución ineficaz de los recursos. Por tanto, para que las políticas de descentralización funcionen, tiene que haber esfuerzos de coordinación para asegurar que las estrategias redistributivas y orientadas al crecimiento que surgen en el gobierno central se aplican regionalmente. Además, las élites gubernativas deben estar a favor de los grupos con ingresos bajos y los activistas locales deben ser capaces de comprometerse con sus autoridades más cercanas cuando se diseñan las políticas.

## Ejemplos de construcción del Estado
Los países de Europa copiaron sus aparatos estatales en los territorios que colonizaron. Tras la descolonización, estos aparatos fueron legados a los países que surgieron. Pero los aparatos estatales europeos se consolidaron después de largos años de luchas internas y externas, cuyo contexto difiere mucho del que deben afrontar los países surgidos recientemente.

### Kosovo
La Misión de Administración Interina en Kosovo de las Naciones Unidas (UNMIK por sus siglas en inglés) ha llevado a cabo una extensa construcción del Estado. En 1999, tras la independencia de Serbia (no reconocida aún por numerosos países), la UNMIK  asumió todos los poderes ejecutivos, legislativos y judiciales, con el propósito de restablecer el orden, la estabilidad y la paz en esta turbulenta región. Se trata de un ejemplo único de construcción del Estado directamente administrada por actores externos, y de disputada eficacia. El Ministro de Asuntos Exteriores de la República de Kosovo, Enver Hoxhaj (no confundir con el dictador albanés Enver Hoxha) afirmó que Kosovo es el más exitoso ejemplo de construcción del Estado en la región, pues su transición de la guerra y el genocidio a la paz y el progreso ha sino notable. El seguimiento de los postulados de la segunda escuela de pensamiento (la endógena) es evidente en el nuevo marco institucional de Kosovo, que a pesar de haber sido inicialmente planeado y administrado por la UNMIK, gradualmente ha ido transfiriendo competencias a organismos e instituciones. El informe de 2012 del secretario general de la UNMIK aprecia «señales alentadoras de compromiso de las partes con los  medios pacíficos y el diálogo para resolver sus diferencias». Aun así Kosovo se considera un "agujero negro" en Europa, un régimen semiautoritario consolidado, con altos niveles de corrupción, delincuencia y paro, arrojando muchas dudas sobre el éxito en la construcción de su Estado. Objetivamente la economía de Kosovo todavía es demasiado dependiente de la  ayuda internacional y en parte sigue ligada a redes de la antigua economía de guerra.

### Latinoamérica
Latinoamérica experimentó un periodo de crecimiento económico rápido y estabilidad política a finales del siglo XIX, tras su independencia y las décadas de declive siguientes causadas por la violencia, reducida capacidad estatal y fragmentación fiscal. Esta trajectoria puede considerarse exitosa si se compara con las de otros países devenidos independientes. Las diferencias pueden atribuirse a la demografía de Latinoamérica, la presencia masiva de europeos en Latinoamérica, la desaparición de las instituciones indígenas, y la muerte de sus poblaciones -sin parangón en ese período. Los latinoamericanos también promulgaron rápida y eficazmente numerosas políticas públicas liberales, como la abolición de la esclavitud (Saint-Domingue en 1793, Haití en 1804, Virreinato de Nueva España (actual México) en 1813, Perú en 1854, Brasil en 1888), socialización de la propiedad de tierras, y eliminación de monopolios públicos, todo lo cual fomentó la estabilidad a largo plazo, facilitó el crecimiento económico y estableció una economía política nueva para estos países. El crecimiento y la estabilidad vistos en Latinoamérica, sin embargo, supusieron un alto coste social en forma de desigualdad, que continúa en los comienzos del siglo XXI.
En la primera década del siglo XXI los ingresos de los países latinoamericanos aumentaron sustancialmente (del 19,6 % al 23,6 % del PIB contando los pagos a la Seguridad Social y del 12,7 % al 15,7 % sin contarlos), pero aún quedan lejos de los países europeos, por lo que necesariamente las capacidades estatales en Latinoamérica permanecen por debajo de las europeas.

### África
La teoría de Tilly de que las amenazas externas fortalecen la capacidad recaudatoria estatal puede aplicarse a países en desarrollo en África. La presencia tanto de rivales externos como internos incitaron a los Estados a aumentar su recaudación, mientras que los rivales internos (grupos rebeldes) no consiguieron incrementarla. Los dirigentes en el poder intentan mantener su posición cuidando al grupo étnico mayoritario y aumentando los impuestos para obtener los recursos que les permitan disminuir las amenazas de grupos étnicos minoritarios. Por ello la presencia de rivales étnicos internos permite aumentar significativamente la presión fiscal.
Basándose en la teoría de Charles Tilly sobre la formación de los países europeos, varios académicos han sugerido que, al centrarse en rivalidades internas, más que en intentar alterar las arbitrarias fronteras coloniales, los gobernantes veían sus economías «más como objeto de saqueo periódico que como un recurso a nutrir —la analogía con los bandoleros de Olson (1993) quedaba clara» (Thies, 2004: 58). En ausencia de amenazas externas, los gobernantes no tuvieron ningún incentivo para reproducir los patrones descritos por Tilly —hacer la guerra, coerción, extracción de recursos— que se demostraron fundamentales para el proceso de centralización de los países europeos.
Por ejemplo, en Estados y Poder en África (2000), Jeffrey Herbst explica que «amenazas a la seguridad doméstica, del tipo que los países africanos afrontan tan a menudo, pueden forzar al estado a aumentar sus ingresos; sin embargo las guerras civiles ocasionan en fragmentación y considerable hostilidad entre los diferentes segmentos de la población», socavando la capacidad de los gobernantes para reunir el apoyo popular necesario para el «proyecto nacional» (2000: 126). En un artículo posterior, Herbst argumenta que la guerra en  Europa llevó a Estados fuertes, y que, sin guerra, los Estados africanos permanecen débiles. En Europa, las amenazas externas permitieron a los Estados fijar impuestos, aumentarlos y forjar una identidad nacional. Adicionalmente los países que temporalmente desaparecieron tras ser invadidos (como Polonia-Lituania o Irlanda) por otros más fuertes eran militar y políticamente débiles. Los países africanos son pobres, tienen gobiernos débiles y sufren fragmentación étnica. Según la teoría, al ser débiles tendrían que ser susceptibles a amenazas externas, pero no ocurre así. En África, señala Herbst, raramente hay guerras entre países, y si hay, la guerra no amenaza su existencia. Por ejemplo, en la guerra de 1979 entre Uganda y Tanzania, Tanzania invadió Uganda para derrocar a Idi Amin, pero los tanzanos, tras deponer a Amin, abandonaron Uganda. A pesar de que los países africanos no se hacen la guerra entre ellos, Herbst argumenta que necesitan reformar su estructura impositiva y construir una identidad nacional. Herbst concluye que la guerra en África podría ocurrir cuando los dirigentes africanos comprendan que sus reformas económicas y esfuerzos para construir una identidad nacional no funcionan y, desesperados, recurran a las armas para construir los Estados que necesitan sus países. James Robinson discrepa de Herbst en el grado de influencia de la guerra en la construcción del Estado, afirmando que la colonización y las influencias europeas en el continente tuvieron un mayor impacto en la creación de instituciones, y por tanto, de Estados.
En 2017 la provisión de servicios públicos, otra dimensión de la construcción del Estado, que incluye la gestión del capital humano junto con proporcionar los servicios en sí, continúa siendo otro reto importante para países africanos posconflicto. Los académicos han elaborado modelos de economía política (no confundir con política económica) en sociedades africanas posconflicto para entender las soluciones de compromiso (trade-off) que intentan conciliar la capacidad, la eficacia y la estabilidad de los servicios públicos, y también para comprender las políticas que han resultado en unos servicios públicos débiles.
Varios investigadores han subrayado que la violencia interna vista en África era característica de la política europea moderna temprana, y que este tipo de estructura puede cristalizar en un nivel mayor de orden político. Otros estudiosos han criticado este pronóstico por su «excesivamente darwinista», demasiado determinista y eurocéntrico análisis del proceso de construcción del Estado en ese continente (Thies, 2004: 69, véase también Joseph, 1997). Lo cierto es que la tendencia actualmente (2018) más observable en África es hacia una mayor integración política y económica.

#### Sudán del Sur
La intervención internacional que culminó con una nueva guerra en Sudán del Sur se cita como ejemplo de una aplicación defectuosa de construcción del Estado impulsada internacionalmente. El 9 de julio de 2011, con el apoyo unilateral del Consejo de Seguridad de las Naciones Unidas y la (Autoridad Intergubernamental sobre el Desarrollo de África Oriental (IGAD por sus siglas en inglés), se reconoció oficialmente a Sudán Del sur como país soberano e independiente, forjado por una alianza de grupos rebeldes contra el Gobierno de Sudán. El proceso que finalmente dio lugar a Sudán del Sur había empezado en 2005 con la proclamación del Acuerdo de Paz Amplio (CPA por sus siglas en inglés), un acuerdo militar entre señores de la guerra para establecer una dictadura militar en Sudán del Sur. Los Estados Unidos, Gran Bretaña, Noruega y el IGAD conceptualizaron y facilitaron el proceso como la solución a la segunda guerra civil sudanesa de 1983 a 2005. Este acuerdo se basaba en la asunción de que los términos de un acuerdo de paz serían determinados solo por líderes militares. Más tarde, en 2010, se intentó incluir a dirigentes políticos en el proceso de construcción del Estado a través de la Convención de Todos los Partidos Políticos de Sudán del Sur, la cual finalmente resolvió crear un gobierno de transición, con representación de todas facciones políticas importantes y con el objetivo de celebrar unas elecciones libres y justas a los 2 años de la independencia. Sin embargo, el gobierno de transición nunca respetó estos plazos, y Sudán del Sur volvió a sumirse en una feroz guerra civil étnica. Mahmood Mamdani afirma que la reaundación de la violencia fue causada por el abierto desprecio que los gobernantes de Sudán del Sur —con la idea de que la comunidad internacional los apoyaba incondicionalmente— mostraron hacia los tratados de paz. En la práctica estos tratados se han convertido, tal y como los describe Jeffrey Herbst, en papel mojado.
Mamdani y otros estudiosos han pedido el establecimiento de un nuevo proceso de transición, a través de la neotutela facilitada por la Unión Africana (UA). Citan la resolución exitosa de la crisis postelectoral gambiana para afirmar que la UA es la única institución internacional con la credibilidad y la representación regional requeridas para tratar eficazmente la crisis sursudanesa. Afirman que esta nueva transición debería excluir a todos los participantes en el primer gobierno fallido, tendría que recibir un mandato conjunto de la UA y la ONU, y habría de ser financiada por Estados Unidos, Noruega y Reino Unido como una admisión de sus fracasos pasados. A mediados de 2018 se pactó un nuevo acuerdo de paz.

### Asia

#### Palestina
La Organización para la Liberación de Palestina (OLP) reclama la soberanía sobre los Territorios Palestinos, así como el estatus de representante del pueblo palestino. Aun así, no tiene jurisdicción única sobre las áreas reclamadas. Además, muchos palestinos cuya representación quiere arrogarse residen actualmente fuera de dichas áreas, principalmente en países  países árabes como Jordania, Líbano o Siria. Empero, la OLP y otras organizaciones palestinas históricamente han hecho grandes esfuerzos para montar instituciones de un tipo generalmente asociado con Estados en los territorios palestinos, así como en países con un gran número de residentes palestinos, como en Jordania, donde después de la Guerra de los Seis Días (junio de 1967), la instalación de estructuras de poder paralelas y los mecanismos para impuestos y educación llevaron a enclaves palestinos en gran parte independientes, constituyendo así una amenaza al poder y legitimidad de la monarquía hachemí (que gobierna Jordania)
A pesar de la ruptura del proceso de Oslo de 1993-2000 y la construcción actual de asentamientos israelíes (desde 1967 hasta la actualidad), la Autoridad Nacional Palestina continúa comprometiéndose en actividades de construcción del Estado (aquí con el significado de "aparato estatal") en los territorios que administra, y se ha referido al "Estado de Palestina" (aquí con el significado de "país soberano") en documentos oficiales desde 2013. En 2003 el Consejo de Seguridad de las Naciones Unidas aprobó la Resolución de ONU 1515, pidiendo el «establecimiento de un Estado palestino viable, independiente y democrático». A pesar de este reconocimiento oficial por la comunidad internacional de la legitimidad de construir su Estado, un informe de 2011 elaborado por el Instituto de Desarrollo de Ultramar, con sede en Londres, considera que la asistencia internacional ha sido «esporádica y fragmentada». Además de la falta de un apoyo exterior constante, este informe identificó retos clave para la construcción del Estado palestino a nivel internacional, como la carencia de horizonte en las «negociaciones para el estatus final», las fallidas negociaciones de paz, el endurecimiento de la ocupación, y la débil base económica, además de difíciles retos a nivel nacional, entre los que se pueden citar:
- Falta de un acuerdo político interno entre las facciones palestinas (la mayoritaria e institucionalizada Al-Fatah y la minoritaria y radicalizada Hamás)
- Conexiones débiles entre la sociedad y los gobernantes
- Cohesión social debilitada
- Desigualdad de género
- Débil sociedad civil
- Carencia de capacidad de las instituciones formales
- (Percibido) consideración de los problemas de autoridad a través del territorio palestino ocupado (por Israel) como problemas de seguridad, con el mucho más enérgico tratamiento que eso conlleva

Varios estudiosos han cuestionado si la Autoridad Nacional Palestina (ANP) estuvo alguna vez en condiciones de construir un Estado viable. Edward Said, Neve Gordon y Sara Roy –entre otros– han argumentado que la ANP se diseñó como un «subcontratista de la ocupación», fortaleciendo únicamente las asimetrías de poder entre ocupante (Israel) y ocupado.
Otra senda de análisis, asociada con Jamil Hilal y Mushtaq Khan (2004), retrata a la ANP como «cliente transcional cuasiestatal", atascado en una situación donde las funciones estatales esenciales quedan en manos del Estado israelí. Identifican aspectos estructurales dentro del proceso de Oslo y la desunión y la corrupción entre la élite palestina como las razones claves para el fracaso de los esfuerzos de construcción del Estado palestino.

#### Líbano
El Líbano es un país fragmentado en varias confesiones: cristianos maronitas, musulmanes suníes, musulmanes chiíes y cristianos drusos. Estos grupos se han enfrentado encarnizada y repetidamente. Con el fin de disminuir el peligro de luchas, la Constitución establece que el presidente de Líbano debe ser un cristiano maronita, el primer ministro debe ser un musulmán suní, y el portavoz del parlamento, un musulmán chií. Se celebran elecciones libres y democráticas, pero la distribución de los escaños en el parlamento debe respetar las cuotas atribuidas a cada confesión.

## Literatura
- Almond, Gabriel: El regreso al Estado en: Revisión de Ciencia Política americana, Vol. 82, Núm. 3, 853–874, 1988.
- Bastian, S. Y Luckham, R. ) ¿Puede diseñarse la democracia?: la elección de instituciones en sociedades desgarradas por conflictos (Ed, Luckham, R.) Zed, Londres Collier, P., 2003.
- Caplan, Richard, Gobernanza internacional de territorios devastados por guerras: orden y reconstrucción, Oxford: OUP, 2005.
- Chandler, D. Imperio en denegación: la política de construcción del Estado. Pluto Press, 2006.
- Chesterman, Simon: Tú, el pueblo: la administración transicional de las Naciones Unidas, y la construcción del Estado. Oxford  University Press, 2004.
- Collier, Paul Rompiendo la trampa del conflicto: guerra civil y política de desarrollo, Oxford, 2003.
- La Comisión para la reconstrucción posconflicto, Juegar para ganar, Centro para Estudios Estratégicos e Internacionales y la Asociación del Ejército de EE. UU., Washington D. C., 2003.
- Covey, Dziedzic, et al. (eds.) La búsqueda de una paz viable: intervención internacional y estrategias para la transformación del conflicto, USIP Prensa, Washington D. C., 2005.
- Dahrendorf, N. (Ed.) Una revisión de las operaciones de paz: propuesta para el cambio, King's College, Londres, 2003.
- Darden, Keith; Mylonas, Harris (2012). «The Promethean Dilemma: Third-Party State-building in Occupied Territories». Ethnopolitics 1: 85-93. doi:10.1080/17449057.2011.596127. : 85@–93. doi:10.1080/17449057.2011.596127.
- Engin, Kenan. 2013, Construcción de la nación - Teoría y ejemplo práctico: Irak. (disertación), Nomos, Baden-Baden 2013, ISBN 9783848706846
- Fukuyama, Francis: Construcción del Estado. gobernanza y orden mundial en el siglo XXI, Ithaca, N.Y.: Cornell University Press, 2004, ISBN 0-8014-4292-3
- Fukuyama, Francis: El Imperativo de la construcción del Estado, en: Revista de Democracia, Vol. 15, Núm. 2, 17–31, 2004.
- Hilal, J., y Khan, M.H. Formación del Estado bajo la Autoridad Palestina: resultados potenciales y su viability. En M.H. Khan, G. Giacaman E I. Amundsen (eds.), Formación del Estado en Palestina: viabildad y gobernanza durante una transformación social. Abingdon: Routledge, 2004.
- Hehir, A. y Robinson, N. (eds.) "Construcción del Estado: teoría y práctica", Routledge, Londres, 2007.
- Joseph, R (1997). «Correspondence: Responding to State Failure in Africa». International Security 22: 175-181. doi:10.2307/2539373. : 175@–181. doi:10.2307/2539373.
- Kjær, Anne M./Hansen, Ole H./Frølund Thomsen, Jens Peter: Conceptualizando  la capacidad estatal: documento de trabajo, marzo, Departamento de Ciencia Política, Universidad de Aarhus, 2002.
- Krasner, Stephen D (1984). «1984 Approaches to the State: Alternative Conceptions and Historical Dynamics». Comparative Politics 16 (2): 223-246. doi:10.2307/421608. (2): 223–246. doi:10.2307/421608.
- Kuzio, Taras/Kravchuk, Robert S./D'Anieri, Paul (eds.): Construcción del Estado y de las instituciones en Ucrania, Londres: Routledge, 1998, ISBN 0-415-17195-4  .
- Migdal, Joel S.: El Estado en la sociedad. Estudio de cómo los Estados y las sociedades se transforman y se constituyen mutuamente , Cambridge: Cambridge Prensa Universitaria, 2001.
- Nagl, Dominik. No parte de la tierra madre, sino dominios distintos—Ley, construcción del Estado y gobernanza en Inglaterra, Massachusetts y Carolina del Sur entre 1630 y 1769 (2013).
- Paris, Roland, El fin de una guerra, Universidad de Colorado, Boulder, 2004.
- Parish, Matthew: Una ciudad libre en los Balcanes: reconstruyendo una sociedad dividida en Bosnia, Londres: I.B.Tauris, 2009.
- Persson, Anders (2012). ¿Construir un Estado o mantener la ocupación? Apoyo internacional para el proyecto Fayyad de construcción del Estado, Revista de Transformación de Conflicto y Seguridad, Vol. 2, Núm. 1, pp: 101-119.
- Samuels, Kirsti S, Construcción del Estado y las consecuencias de las elecciones constitucionales en entornos conflictivos: Bosnia y Herzegovina, Fiyi, Líbano, Irlanda del Norte, Sudáfrica y Uganda, IPA  Policy Paper, Nueva York, 2006.
- Skopcol, Theda: Trayendo de nuevo al Estado, en Social Science Research Items, Vol. 36, junio 1–8, 1982.
- Tilly, Charles: Coerción, capital, y Estados europeos, AD 900–1990, Malden: Blackwell, 2000, ISBN 1-55786-067-X .
- Tilly, Charles (ed.): Formación de los Estados occidentales y teorías de transformación política, en: La formación de los Estados nacionales en Europa Occidental, Princeton: Princeton University Press, 1975.
- Banco Mundial : Informe de desarrollo mundial 1997: el Estado en un mundo de cambiante, Washington D. C.: Banco Mundial, 1997
- Ejército de EE. UU. Manual de dampo Las Operaciones de Estabilidad de Ejército de EE.UU. Archivado el 14 de septiembre de 2012 en Wayback Machine. Ann Arbor, Míchigan University Press, 2009.
- Whaites, Alan: Estados en desarrollo: comprendiendo la construcción del Estado, Departamento del Reino Unido para el Desarrollo Internacional, Londres, 2008 (Estados en papel de Desarrollo).
- Zaum, Dominik: La paradoja de la soberanía: normas y políticas internacionales para la construcción de Estados, Oxford: Oxford  University Press, 2007.